# Armin Mueller-Stahl
Armin Mueller-Stahl (Tilsit, 17 dicembre 1930) è un attore e pittore tedesco, candidato al premio Oscar al miglior attore non protagonista nel 1997 per Shine.

## Biografia
È nato a Tilsit, nella Prussia Orientale, ora Sovetsk nell'exclave dell'Oblast' di Kaliningrad in Russia, da Editta e Alfred Mueller-Stahl. Il giovane Armin, dopo aver manifestato un certo talento da bambino con il violino, intraprese la carriera di attore cinematografico nel 1950 nell'allora Berlino Est. Da allora ha interpretato più di 90 film ed è considerato tra i più grandi attori tedeschi.
Dopo il divorzio dall'attrice Monika Gabriel, la prima moglie, si è risposato nel 1973 con la dermatologa Gabriele Scholz da cui ha avuto un figlio, Christian.

## Filmografia

### Cinema

#### Attore
- Heimliche Ehen, regia di Gustav von Wangenheim (1956)
- Fünf Patronenhülsen, regia di Frank Beyer (1960)
- Königskinder, regia di Frank Beyer (1962)
- ...und deine Liebe auch, regia di Frank Vogel (1962)
- Nackt unter Wölfen, regia di Frank Beyer (1963)
- Il primo uomo diventato donna (Christine), regia di Slatan Dudow (1963)
- Preludio 11, regia di Kurt Maetzig (1964)
- Alaskafüchse, regia di Werner W. Wallroth (1964)
- Ein Lord am Alexanderplatz, regia di Günter Reisch (1967)
- Tödlicher Irrtum, regia di Konrad Petzold (1970)
- Der Dritte, regia di Egon Günther (1972)
- Januskopf, regia di Kurt Maetzig (1972)
- Die Hosen des Ritters Bredow, regia di Konrad Petzold (1973)
- Kit & Co., regia di Konrad Petzold (1974)
- Jakob, der Lügner, regia di Frank Beyer (1974)
- Nelken in Aspik, regia di Günter Reisch (1976)
- Die Flucht, regia di Roland Gräf (1977)
- Lola, regia di Rainer Werner Fassbinder (1981)
- Veronika Voss (Die Sehnsucht der Veronika Voss), regia di Rainer Werner Fassbinder (1982)
- Der Westen leuchtet, regia di Niklaus Schilling (1982)
- Die Flügel der Nacht, regia di Hans Noever (1982)
- Viadukt, regia di Sándor Simó (1983)
- Una domenica da poliziotto (Un dimanche de Flic), regia di Michel Vianey (1983)
- L'uomo ferito (L'Homme blessé), regia di Patrice Chéreau (1983)
- Glut, regia di Thomas Koerfer (1983)
- Un amore in Germania (Eine Liebe in Deutschland), regia di Andrzej Wajda (1983)
- Trauma, regia di Gabi Kubach (1984)
- Rita Ritter, regia di Herbert Achternbusch (1984)
- Tausend Augen, regia di Hans-Christoph Blumenberg (1984)
- Raccolto amaro (Bittere Ernte), regia di Agnieszka Holland (1985)
- Il colonnello Redl (Redl ezredes), regia di István Szabó (1985)
- Non dimenticate Mozart (Vergeßt Mozart), regia di Miloslav Luther (1985)
- Der Angriff der Gegenwart auf die übrige Zeit, regia di Alexander Kluge (1985)
- Momo, regia di Johannes Schaaf (1986)
- Ossessione mortale (Der Joker), regia di Peter Patzak (1987)
- Uno sbirro nella notte (Killing Blue), regia di Peter Patzak (1988)
- La tela del ragno (Das Spinnennetz), regia di Bernhard Wicki (1989)
- Schweinegeld, regia di Norbert Kückelmann (1989)
- A hecc, regia di Péter Gárdos (1989)
- Music Box - Prova d'accusa (Music Box), regia di Costa-Gavras (1989)
- Avalon, regia di Barry Levinson (1990)
- episodio New York in Taxisti di notte (Night on Earth), regia di Jim Jarmusch (1991)
- Delitti e segreti (Kafka), regia di Steven Soderbergh (1991)
- Bronsteins Kinder, regia di Jerzy Kawalerowicz (1991)
- Utz, regia di George Sluizer (1992)
- La forza del singolo (The Power of One), regia di John G. Avildsen (1992)
- Far from Berlin, regia di Keith McNally (1992)
- Red Hot, regia di Paul Haggis (1993)
- Der Kinoerzähler, regia di Bernhard Sinkel (1983)
- La casa degli spiriti (The House of the Spirits), regia di Bille August (1993)
- Marito a sorpresa (Holy Matrimony), regia di Leonard Nimoy (1994)
- Taxandria, regia di Raoul Servais (1994)
- The Last Good Time, regia di Bob Balaban (1994)
- Giorni di fuoco (A Pyromaniac's Love Story), regia di Joshua Brand (1995)
- T-Rex - Il mio amico Dino (Theodore Rex), regia di Jonathan R. Betuel (1995)
- Shine, regia di Scott Hicks (1996)
- L'orco - The Ogre, regia di Volker Schlöndorff (1996)
- The Game - Nessuna regola (The Game), regia di David Fincher (1997)
- The Assistant, regia di Daniel Petrie (1997)
- The Peacemaker, regia di Mimi Leder (1997)
- La Parola ai Giurati, regia di William Friedkin (1997)
- The Commissioner, regia di George Sluizer (1998)
- X-Files - Il film (The X Files), regia di Rob S. Bowman (1998)
- Il tredicesimo piano (The Thirteenth Floor), regia di Josef Rusnak (1999)
- Il terzo miracolo (The Third Miracle), regia di Agnieszka Holland (1999)
- Jakob il bugiardo (Jakob the Liar), regia di Peter Kassovitz (1999)
- Tanger - Legende einer Stadt, regia di Peter Goedel (2000)
- Mission to Mars, regia di Brian De Palma (2000)
- Pilgrim - Il fuggitivo (Pilgrim), regia di Harley Cokeliss (2000)
- The Long Run - Corsa per la vittoria (The Long Run), regia di Jean Stewart (2001)
- The Story of an African Farm, regia di David Lister (2004)
- Il lago dei sogni (The Dust Factory), regia di Eric Small (2004)
- Local Color, regia di George Gallo (2006)
- Io sono l'altra (Ich bin die Andere), regia di Margarethe von Trotta (2006)
- La promessa dell'assassino (Eastern Promises), regia di David Cronenberg (2007)
- Buddenbrooks, regia di Heinrich Breloer (2008)
- Attacco a Leningrado (Leningrad), regia di Aleksandr Buravskiy (2009)
- The International, regia di Tom Tykwer (2009)
- Angeli e demoni (Angels & Demons), regia di Ron Howard (2009)
- Knight of Cups, regia di Terrence Malick (2015)

### Televisione
- Rose Bernd, regia di Paul Lewitt – film TV (1958)
- Wenn die Nacht kein Ende nimmt, regia di Wilhelm Gröhl – film TV (1959)
- Beton, regia di Fred Mahr – film TV (1959)
- Menschen von Budapest, regia di Fritz Wisten – film TV (1960)
- Flucht aus der Hölle, regia di Hans-Erich Korbschmitt – miniserie TV, 4 puntate (1960)
- Die letzte Chance, regia di Hans-Joachim Kasprzik – film TV (1962)
- Das Mädchen ohne Mitgift, regia di Lothar Bellag – film TV (1962)
- Der Andere neben dir, regia di Ulrich Thein – film TV (1963)
- Rauhreif, regia di Hans-Erich Korbschmitt – film TV (1963)
- Herr Lamberthier, regia di Gerd Keil – film TV (1964)
- Wolf unter Wölfen, regia di Hans-Joachim Kasprzik – miniserie TV, 4 puntate (1965)
- Columbus 64, regia di Ulrich Thein – miniserie TV, 4 puntate (1966)
- Emilia Galotti, regia di Kurt Jung-Alsen – film TV (1967)
- Wege übers Land, regia di Martin Eckermann – miniserie TV, 3 puntate (1968)
- Die Dame aus Genua, regia di Kurt Jung-Alsen – film TV (1969)
- Kein Mann für Camp Detrick, regia di Ingrid Sander – film TV (1970)
- Die Verschworenen, regia di Martin Eckermann – miniserie TV, 4 puntate (1971)
- Der Arzt wider Willen, regia di Benno Besson – film TV (1971)
- Die sieben Affären der Dona Juanita, regia di Frank Beyer – miniserie TV, 1 puntata (1973)
- Die eigene Haut, regia di Celino Bleiweiß – film TV (1974)
- Die Lindstedts – serie TV, episodio 1x05 (1976)
- Das unsichtbare Visier – serie TV, 9 episodi (1973-1976)
- Geschlossene Gesellschaft, regia di Frank Beyer – film TV (1978)
- Die längste Sekunde, regia di Kristian Kühn – film TV (1980)
- Ja und Nein, regia di Tom Toelle – film TV (1981)
- Squadra speciale K1 (Sonderdezernat K1) – serie TV, episodio 4x01 (1981)
- Collin, regia di Peter Schulze-Rohr – film TV (1981)
- Ich werde warten, regia di Stanislav Barabas – film TV (1981)
- Wohin und zurück - Teil 1: An uns glaubt Gott nicht mehr - Ferry oder Wie es war, regia di Axel Corti – film TV (1982)
- Ausgestoßen, regia di Axel Corti – film TV (1982)
- Flucht aus Pommern, regia di Eberhard Schubert – film TV (1982)
- Die Gartenlaube, regia di Herbert Ballmann – film TV (1982)
- Ruhe sanft, Bruno, regia di Hajo Gies – film TV (1982)
- Tatort – serie TV, 1 episodio (1984)
- Un caso per due (Ein Fall für zwei) – serie TV, episodi 4x08-4x09 (1984)
- L'ispettore Derrick (Derrick) – serie TV, episodio 11x13 (1984)
- Gauner im Paradies, regia di Thomas Fantl – film TV (1985)
- Hautnah, regia di Peter Schulze-Rohr – film TV (1985)
- Auf den Tag genau, regia di Michael Lähn – film TV (1986)
- Der Fall Franza, regia di Xaver Schwarzenberger – film TV (1986)
- Amerika, regia di Donald Wrye – miniserie TV, 7 puntate (1987)
- Unser Mann im Dschungel, regia di Rudolf Steiner e Peter Stripp – film TV (1987)
- Jokehnen, regia di Michael Lähn – miniserie TV, 3 puntate (1987)
- Franza, regia di Xaver Schwarzenberger – film TV (1987)
- Tagebuch für einen Mörder, regia di Franz Josef Gottlieb – film TV (1988)
- L'Heure Simenon – serie TV, episodio 1x13 (1988)
- Il gorilla (Le Gorille) – serie TV, 1 episodio (1990)
- In the Presence of Mine Enemies, regia di Joan Micklin Silver – film TV (1997)
- La parola ai giurati (12 Angry Men), regia di William Friedkin – film TV (1997)
- Jesus, regia di Roger Young – miniserie TV, 1 puntata (1999)
- Die Manns - Ein Jahrhundertroman, regia di Heinrich Breloer – miniserie TV, 3 puntate (2001)
- Crociati, regia di Dominique Othenin-Girard – miniserie TV (2001)
- West Wing - Tutti gli uomini del Presidente (The West Wing) – serie TV, 4 episodi (2004)
- The Power of Knowledge – serie TV (2005)
- Die Treuhänderin, regia di Horst Königstein – film TV (2009)

### Regista, sceneggiatore e attore
- Gespräch mit dem Biest (Conversation with the Beast) (1996)

## Riconoscimenti
- Premio Oscar
1997 – Candidatura per il miglior attore non protagonista per Shine
- Festival internazionale del cinema di Berlino
1992 – Orso d'argento per il miglior attore per Utz
1997 – Berlinale Kamera
2011 – Orso d'oro alla carriera
- Deutscher Filmpreis
1982 – Miglior attore protagonista per Lola
1985 – Candidatura per il miglior attore protagonista per Glut
1986 – Candidatura per il miglior attore protagonista per Raccolto amaro
2007 – Premio d'onore
- Festival internazionale del cinema di Karlovy Vary
2008 – Festival President's Award
- Locarno Festival
2014 – Lifetime Achievement Award
- Golden Camera
1993 – Miglior attore tedesco per Utz
2011 – Premio alla carriera
- San Diego Film Critics Society Awards
1996 – Miglior attore non protagonista per Shine
- Satellite Awards
1997 – Miglior attore non protagonista in un film drammatico per Shine
- Australian Film Institute Awards
1996 – Miglior attore non protagonista per Shine
- Premio Quadriga
2003
- Premio Bambi
2007 – Miglior attore internazionale per La promessa dell'assassino
- Genie Awards
2008 – Miglior attore non protagonista per La promessa dell'assassino
- Montreal World Film Festival
1985 – Miglior attore per Raccolto amaro
- Bayerischer Filmpreis
2014 – Premio onorario
- German Screen Actors Awards
2016 – Premio onorario alla carriera
- Munich Film Festival
1983 – Chaplin Shoe per il miglior attore per Der Westen leuchtet
- Nuremberg Film Festival "Turkey-Germany"
2009 – Premio onorario
- Romy Gala
2013 – Platin Romy
- Zurich Film Festival
2015 – Golden Eye alla carriera

## Doppiatori italiani
Nelle versioni in italiano dei suoi film, Armin Mueller-Stahl è stato doppiato da:
- Luciano De Ambrosis ne L'orco - The Ogre, Il terzo miracolo, Jesus, The International, Angeli e demoni
- Dario Penne ne La tela del ragno, La parola ai giurati, Il tredicesimo piano, Jakob il bugiardo
- Franco Zucca in Taxisti di notte, La forza del singolo, La promessa dell'assassino
- Bruno Alessandro in Marito a sorpresa, Mission to Mars, I Buddenbrook
- Giuseppe Rinaldi in Lola
- Osvaldo Ruggieri in Un caso per due
- Gianni Marzocchi ne Il colonnello Redl
- Ferruccio Amendola in Momo
- Riccardo Cucciolla in Music Box - Prova d'accusa
- Pino Locchi in Avalon
- Ettore Conti in Delitti e segreti
- Carlo Sabatini ne La casa degli spiriti
- Michele Kalamera in T-Rex - Il mio amico Dino
- Sergio Rossi in Shine
- Gianni Musy in The Game - Nessuna regola
- Pietro Biondi in In presenza del nemico
- Sergio Graziani ne Il lago dei sogni
- Sandro Tuminelli in X-Files - Il film
- Antonio Paiola in The Long Run - Corsa per la vittoria